# Maybach HL 230
Maybach HL 230 — V-образный 12-цилиндровый бензиновый карбюраторный двигатель с водяным охлаждением, рабочим объёмом 23 л.
Разработан компанией Maybach.
Использовался во время Второй мировой войны на германских тяжёлых танках, ИТ и САУ. Им оснащались такие машины, как «Пантера», «Ягдпантера», «Тигр II», «Ягдтигр» (HL 230 P30), поздние варианты «Тигра I» и «Штурмтигр» (HL 230 P45).
Двигатель HL 230 являлся развитием HL 210, которым были оснащены первые 250 танков «Тигр».
Двигатель имеет рабочий объём 23 095 см³ (1925 см³ на цилиндр).
Максимальная мощность 700 л. с. при 3000 об/мин.
Максимальный крутящий момент ~1800—1950 Н·м при 2100 об/мин.
Картер и блок цилиндров выполнены из серого литейного чугуна.
Головки цилиндров изготовлены из чугуна.
Двигатель весит 1200 кг и имеет линейные размеры 1000×1190×1310 мм.
В общей сложности было произведено примерно 9000 экземпляров различных вариантов HL 230 на Maybach, Auto Union и Daimler-Benz.